# America (West Side Story)
America è una canzone del musical del 1957 West Side Story. Stephen Sondheim ha scritto i testi e Leonard Bernstein ha composto la musica.

## Contenuto
Nel musical originale il brano viene eseguito a metà del primo atto. Sul terrazzo della palestra il ballo nel quale i protagonisti Tony e Maria si sono innamorati (e in parallelo alla loro prima scena d'amore), si sono radunate le fidanzate degli Sharks, la band che si contrappone ai Jets (capeggiata da Riff, miglior amico di Tony). Anita, fidanzata del leader degli Sharks Bernardo, fratello di Maria, si lancia in una sperticata lode dell'America, dove è emigrata da Porto Rico, dichiarando di sentirvisi pienamente integrata. Ne nasce una discussione con Rosalia, una sua compatriota, che al contrario sostiene che la vita fosse migliore nella loro terra natia. Il testo originale sembra in effetti denigrare l'isola e mettere in risalto le qualità positive della vita americana; tuttavia questo brano filoamericano è ironicamente dotato di un vibrante stile latino, con un complesso ritmo incrociato e l'utilizzo di strumenti tipicamente sudamericani quali nacchere e chitarra spagnola.

### Film del 1961
Nella versione cinematografica del 1961 il brano è stato parzialmente riscritto. Anita, interpretata da Rita Moreno, canta ancora a favore degli Stati Uniti, però non si rivolge Rosalia ma a Bernardo, interpretato da George Chakiris; questi risponde alle sue denigrazioni con analoghe critiche all'America e al pregiudizio etnico americano, specialmente contro i portoricani. Alcune frasi particolarmente controverse nei confronti di Porto Rico sono state eliminate. 
Nel 2004 questa versione è arrivata al numero 35 del sondaggio AFI's 100 Years... 100 Songs dei migliori brani del cinema americano.

### Film del 2021
Nel film del 2021 il brano è cantato da Ariana DeBose (Anita), David Alvarez (Bernardo), Ana Isabelle (Rosalia) e Ilda Mason (Luz). Questa versione è un ibrido tra la partitura originale e tra la versione del 1961, e si struttura come una conversazione tra il coro femminile e quello maschile, rispettivamente promotori e detrattori e promotori dell'America. La scena si svolge la mattina dopo il ballo in palestra, nelle strade della zona della comunità portoricana di New York.

## Analisi musicale
La canzone utilizza un metro misto:
Le battute alternate di 68 (sei ottavi in due gruppi di tre) con 34 (tre quarti) (simile a una guajira) è una caratteristica distintiva della canzone. Questo ritmo è stato chiamato sia emiola che habanera, ma in realtà non è nessuna di queste. I due tipi di barrette si alternano e non si sovrappongono, come in una emiola. L'alternanza è paragonabile alla "Habanera" della Carmen, ma "America" manca del caratteristico ritmo di fondo caratteristico della forma habanera.
L'istruzione del tempo del compositore è "Tempo di Huapango".

## Versioni cover
Una versione strumentale, con il ritmo caratteristico ridotto a un 44 uniforme, fu pubblicata nel 1963 da Tijuana Brass di Herb Alpert nel loro album Volume 2.
Trini Lopez fece la cover di "America" nel 1963 per il suo primo album Trini Lopez at PJ's.
Nel 1968 i The Nice, con Keith Emerson, fece una versione strumentale di "America" come secondo singolo della band. Questa versione aveva il tema principale che suonava su un ritmo liscio di 44, includendo anche pezzi della Sinfonia "Dal Nuovo Mondo" di Dvořák, poi cambiando nel mezzo a 68 per assoli di chitarra e organo improvvisati. In un concerto del 7 luglio 1968 alla Royal Albert Hall, la band bruciò polemicamente una bandiera americana dopo aver eseguito la canzone. Emerson in seguito ha piegato la melodia in molte delle sue jam tra cui il medley finale dei tour 1992-1993 di Emerson, Lake & Palmer, che utilizzavano anche temi musicali da "Blue Rondo à la Turk", uno standard jazz composto da Dave Brubeck. Un esempio di questo medley può essere trovato nell'album Live at the Royal Albert Hall.
La band inglese di psychobilly King Kurt ha coperto questa canzone in un EP chiamato America, pubblicato nel 1986.
La band heavy metal dei Metallica ha incorporato alcune battute della canzone nel riff di apertura della loro canzone, "Don't Tread on Me". La melodia "America" è stata nuovamente protagonista di una jam del 1986 con Paul Shaffer in Late Night with David Letterman.
Dr. Denti e gli Electric Mayhem hanno eseguito una interpretazione strumentale su un episodio del 1979 di The Muppet Show prima di essere interrotto da vari Muppet di altri paesi.
Una versione di questa canzone è stata eseguita dalla band in-house e dai cantanti per introdurre un episodio del 2012 della versione polacca di Name That Tune, Jaka to Melodia?, completo di una serie di ballerini.
Questa canzone è stata usata anche in un episodio di Glee (episodio 5 della stagione 3: "The First Time"), e cantata da Naya Rivera (come Santana Lopez) nel ruolo di Anita e Mark Salling (come Noah "Puck" Puckerman) nel ruolo di Bernardo.
Nella cover del gruppo rock progressivo Yes di "America" di Simon & Garfunkel, il bassista Chris Squire cita la canzone di West Side Story vicino alla conclusione della loro intro strumentale.

## Uso nella cultura popolare
Un tema di "America" è stato citato da John Williams per il suo celebrativo For New York, composto nel 1988 per il settantesimo compleanno di Bernstein.
Nel 2011 la canzone rifatta dal cast della serie televisiva di commedia musicale Glee nel quinto episodio della terza stagione, "The First Time" (in onda l'8 novembre), con il personaggio Santana Lopez (interpretato da Naya Rivera) come protagonista. Una piccola controversia è stata causata dall'uso della versione cinematografica della canzone, mentre una scuola superiore normalmente usava la versione teatrale.
Nel 2003 la canzone è stata utilizzata nella pubblicità per la Admiral Insurance anche se con testi diversi.
Nel 1994 la canzone è stata anche l'inno non ufficiale alla Coppa del Mondo FIFA 1994 negli Stati Uniti ed è stata cantata da I Tre Tenori (Plácido Domingo, José Carreras e Luciano Pavarotti) al Dodgers Stadium di Los Angeles per un pubblico televisivo globale stimato di 1,3 miliardi di spettatori.
Una versione della canzone con testi modificati viene utilizzata nei titoli di coda del film Vice del 2018.
Una versione della canzone, con lo stesso ritmo ma una melodia leggermente modificata, è apparsa nei Simpsons nell'agosto 2019 - Parodia "The Simpsons 'Mock Trump con" West Side Story" con "The Squad".
La canzone è parodiata durante un medley di canzoni di Broadway nello sketch del 2020 del Saturday Night Live "Airport Sushi" sull'Aeroporto LaGuardia di New York City, interpretato da John Mulaney, Cecily Strong e Kenan Thompson.